# Европейский вызов по бегу на 10 000 метров 2000
Европейский вызов по бегу на 10 000 метров 2000 года прошёл 1 апреля в Лиссабоне, столице Португалии. Участники разыграли командный приз в соревнованиях у мужчин и женщин.
На старт вышли 99 атлетов из 21 страны Европы, из них 55 мужчин и 44 женщины. Каждая страна могла выставить до 5 человек в каждый из двух командных турниров. Победители определялись по сумме результатов 3 лучших участников.

## Результаты

### Командное первенство
У мужчин победу в упорной борьбе с хозяевами соревнований одержала сборная Испании, второй год подряд ставшая лучшей командой Европейского вызова.
| Место | Команда | Время                                            | Общее время |
| ----- | --- | ------------------------------------------------ | ----------- |
| 1     | Испания · Энрике Молина · Альберто Гарсия · Мануэль Панкорбо · Хосе Мануэль Мартинес · Франсиско Хавьер Кортес | 27.59,80 28.01,11 28.05,86 (28.17,77) (28.29,52) | 1:24.06,77  |
| 2     | Португалия · Жозе Рамуш · Альберту Шайса · Эдуарду Энрикеш · Альфреду Браш · Жуан Жункейра                     | 28.03,52 28.06,15 28.06,71 (DNF)                 | 1:24.16,38  |
| 3     | Великобритания · Карл Кеска · Роб Денмарк · Кит Каллен · Джон Наттолл · Мэттью О’Дауд                          | 28.00,56 28.17,70 28.22,06 (29.35,48) (DNF)      | 1:24.40,32  |
| 4     | Италия |                                                  | 1:25.12,47  |
| 5     | Франция |                                                  | 1:25.38,23  |
| 6     | Германия |                                                  | 1:26.39,27  |
| 7     | Бельгия |                                                  | 1:26.59,38  |
| 8     | Ирландия |                                                  | 1:27.44,14  |

| Место | Команда                                                                                  | Время                                            | Общее время |
| ----- | ---------------------------------------------------------------------------------------- | ------------------------------------------------ | ----------- |
| 1     | Португалия · Хелена Сампайю · Марина Бастуш · Ана Диаш · Аналидия Торре · Роза Оливейра  | 32.08,67 32.09,53 32.25,58 (33.50,17) (DNF)      | 1:36.43,78  |
| 2     | Норвегия · Гунхильд Хауген · Стине Ларсен · Сусанне Вигене                               | 31.47,89 32.28,16 32.58,68                       | 1:37.14,73  |
| 3     | Испания · Тереза Ресио · Мария Абель · Беатрис Сантьяго · Марта Фернандес · Хулия Вакеро | 32.10,56 32.30,63 32.43,22 (33.00,03) (33.08,22) | 1:37.24,41  |
| 4     | Италия                                                                                   |                                                  | 1:37.26,36  |
| 5     | Румыния                                                                                  |                                                  | 1:37.30,05  |
| 6     | Франция                                                                                  |                                                  | 1:37.58,28  |
| 7     | Великобритания                                                                           |                                                  | 1:39.57,88  |

### Индивидуальное первенство
| Место | Атлет            | Страна         | Время    |
| ----- | ---------------- | -------------- | -------- |
| 1     | Энрике Молина    | Испания        | 27.59,80 |
| 2     | Карл Кеска       | Великобритания | 28.00,56 |
| 3     | Альберто Гарсия  | Испания        | 28.01,11 |
| 4     | Жозе Рамуш       | Португалия     | 28.03,52 |
| 5     | Мануэль Панкорбо | Испания        | 28.05,56 |
| 6     | Альберту Шайса   | Португалия     | 28.06,15 |
| 7     | Эдуарду Энрикеш  | Португалия     | 28.06,71 |
| 8     | Дрисс Эль-Химер  | Франция        | 28.11,26 |
| 9     | Кун Алларт       | Бельгия        | 28.11,42 |
| 10    | Дмитрий Максимов | Россия         | 28.15,85 |

| Место | Атлет           | Страна     | Время    |
| ----- | --------------- | ---------- | -------- |
| 1     | Елена Прокопчук | Латвия     | 31.27,86 |
| 2     | Фатима Ивлен    | Франция    | 31.43,29 |
| 3     | Гунхильд Хауген | Норвегия   | 31.47,89 |
| 4     | Агата Бальзамо  | Италия     | 31.56,56 |
| 5     | Юлия Олтяну     | Румыния    | 32.07,42 |
| 6     | Хелена Сампайю  | Португалия | 32.08,67 |
| 7     | Марина Бастуш   | Португалия | 32.09,53 |
| 8     | Тереза Ресио    | Испания    | 32.10,56 |
| 9     | Брида Уиллис    | Ирландия   | 32.11,30 |
| 10    | Ана Диаш        | Португалия | 32.25,58 |